# NGC 2794
NGC 2794 је спирална галаксија у сазвежђу Рак која се налази на NGC листи објеката дубоког неба.
Деклинација објекта је + 17° 35' 22" а ректасцензија 9h 16m 1,7s. Привидна величина (магнитуда) објекта NGC 2794 износи 13,2 а фотографска магнитуда 14,0. NGC 2794 је још познат и под ознакама UGC 4885, MCG 3-24-18, CGCG 91-37, PGC 26140.